# Pla de Can Riera
El Pla de Can Riera és una plana del terme municipal de Sant Quirze Safaja, a la comarca del Moianès.
Està situada en el sector nord del terme, a la part meridional de la Serra de Barnils. És just al costat nord de la masia de Can Riera.